# Santa Lucia (chanson)

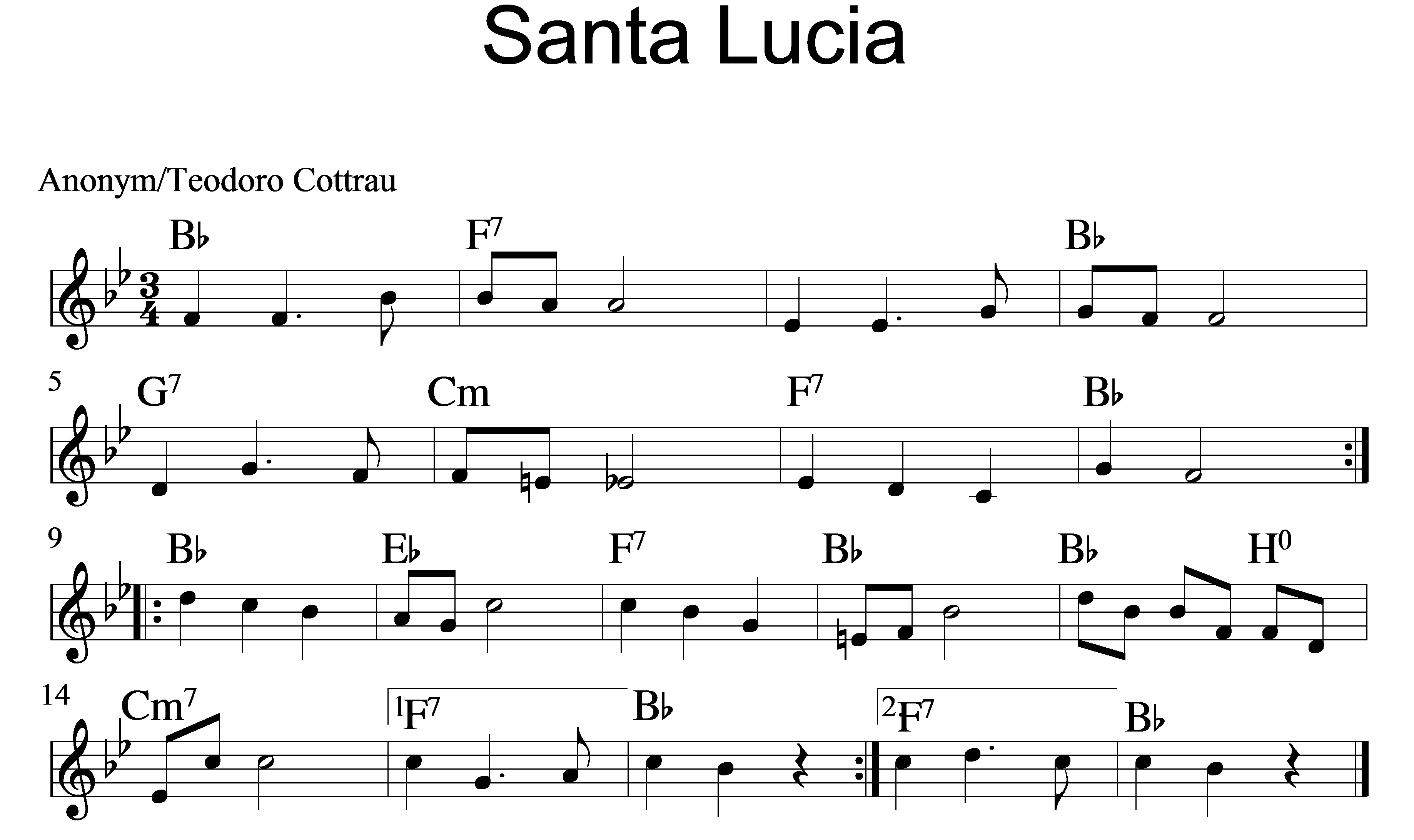
Sainte Lucie, écrite et distribuée par le compositeur Teodoro Cottrau en 1849.

Santa Lucia est une chanson napolitaine écrite par Teodoro Cottrau et présentée à Naples en 1849 comme une barcarole en napolitain. Elle fut la première chanson napolitaine à être adaptée en langue italienne, durant le Risorgimento.

## Thème
Son thème parle de vue pittoresque sur la mer vue du Borgo Santa Lucia, un quartier de Naples. 

## Interprétation en français
- Tino Rossi  ; Mireille Mathieu ; Frédéric François ; Roberto Alagna